# DKW RM 350
Die DKW RM 350 war ein Rennmotorrad, das die Auto Union GmbH in Ingolstadt von 1952 bis 1956 baute und in der Deutschen Meisterschaft wie auch in der Motorrad-Weltmeisterschaft einsetzte. Wegen des kreischenden Klangs ihres Dreizylinder-Zweitaktmotors war die Maschine auch als „Singende Säge“ bekannt.

## Motor und Kraftübertragung
Charakteristisch für den quer eingebauten Dreizylindermotor der DKW RM 350 waren die in V-Form angeordneten Zylinder, wobei die äußeren um 15° nach vorn geneigt standen und der mittlere fast waagerecht lag. Gekühlt wurde der Motor vom Fahrtwind. Die Kühlrippen des mittleren, liegenden Zylinders waren im Gegensatz zu den Querrippen der beiden anderen längs angeordnet. Der kolbengesteuerte Zweitakter hatte drei Vergaser, zwei mit gemeinsamer Schwimmerkammer hinter den stehenden Zylindern und einen über dem liegenden. Ein mit halber Motordrehzahl laufender Sechszylinder-Magnetzünder aus dem BMW 328 (bis 1953), danach Lichtmaschine und Zündverteiler waren rechts am Motor, eine im Ölbad laufende Mehrscheibenkupplung links am mit dem Motor verblockten Getriebe angebaut. Auf dem linken Kurbelwellenende saß der Geber für den elektrischen Drehzahlmesser.
Der von dem früheren Rennfahrer Erich Wolf (geboren 1912 in Wiesbaden und 1970 dort gestorben) konstruierte Motor der ersten Serie leistete 32 PS (23,5 kW), bald jedoch 38 PS (28 kW) bei 12.000–12.500/min. Wolfs Nachfolger Helmut Görg (1911–1964) entwickelte das Aggregat weiter. Unter anderem ersetzte er die Graugusskolbenringe durch Stahlkolbenringe und ermöglichte Drehzahlen im Bereich von 14.000/min und eine Leistung von zunächst ungefähr 40 PS (29,4 kW). Außerdem wurde der Motor von Magnet- auf Batteriezündung umgestellt. Ende der Rennsaison 1956 soll eine Leistung von 45 PS (33 kW) bei 13.000/min und ein maximales Drehmoment von etwa 30 Nm erreicht worden sein. Der günstigste Drehzahlbereich lag zwischen 8800 und 9500/min; als mögliche Höchstdrehzahl wurden 15.000/min genannt.
Die von Wolf entwickelte erste Auspuffanlage der RM 350 hatte hinter jedem Auslassschlitz der drei Zylinder einen zunehmenden Konus bzw. Expansionskegel, dahinter ein Zwischenstück und einen entgegengesetzten Konus als Rückstoßkegel sowie ein dünnes Endrohr. Diese Konstruktion sollte ähnlich wie die später insbesondere zur Leistungsoptimierung von Zweitaktmotoren verwendeten Resonanzauspuffe eine Sogwirkung erzeugen und die Abgasströmung beschleunigen, andererseits ausgetretenes Frischgas wieder in den Auslass zurückführen.
Die RM 350 hatte anfangs ein Viergang-, später ein Fünfganggetriebe mit Klauenschaltung, das über Zahnräder mit der Kurbelwelle verbunden war. Ein nach hinten gerichteter, verhältnismäßig kleiner Fußschalthebel und die offene Kette zur Kraftübertragung an das Hinterrad lagen auf der rechten Seite.

Motor der DKW RM 350 von 1953
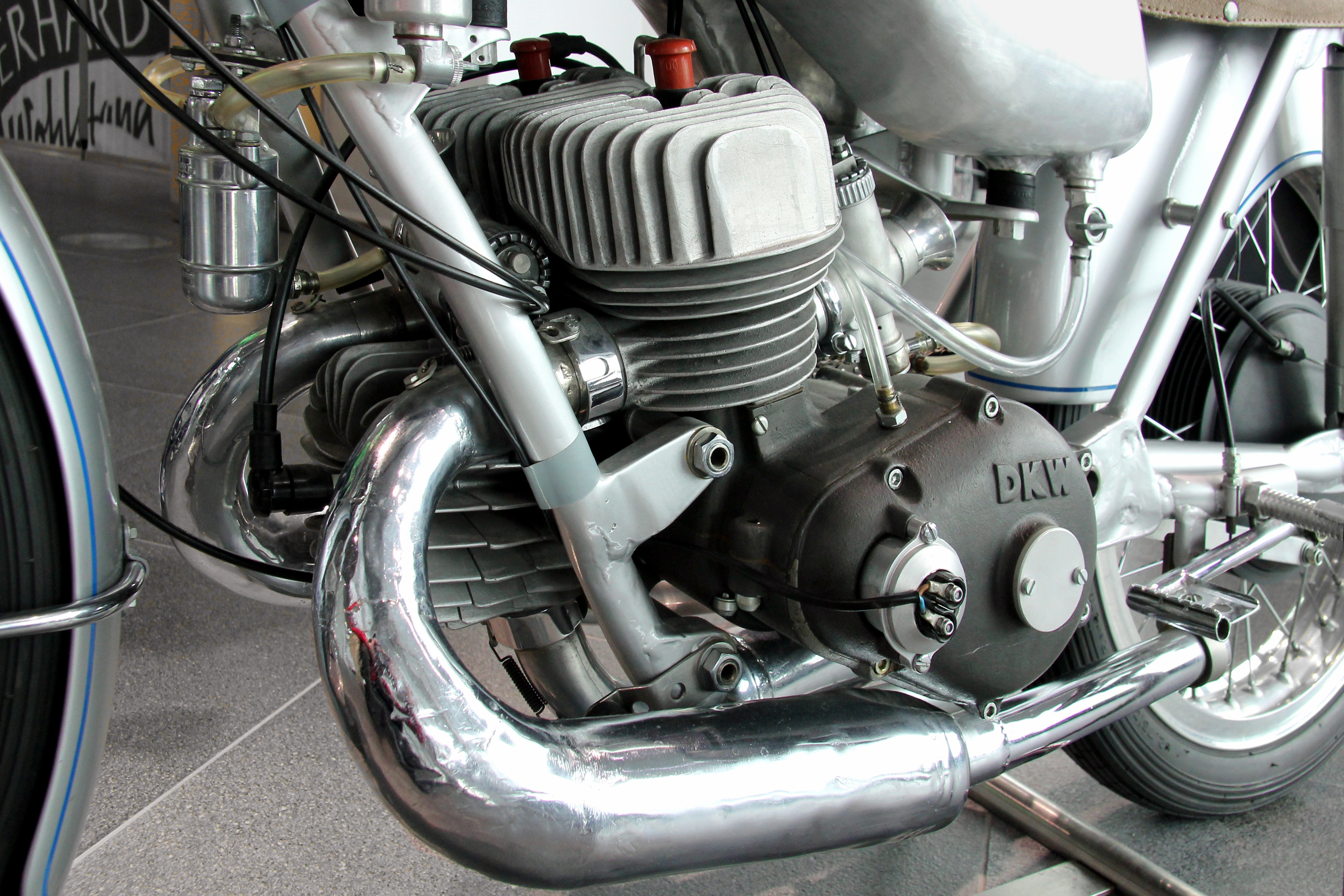
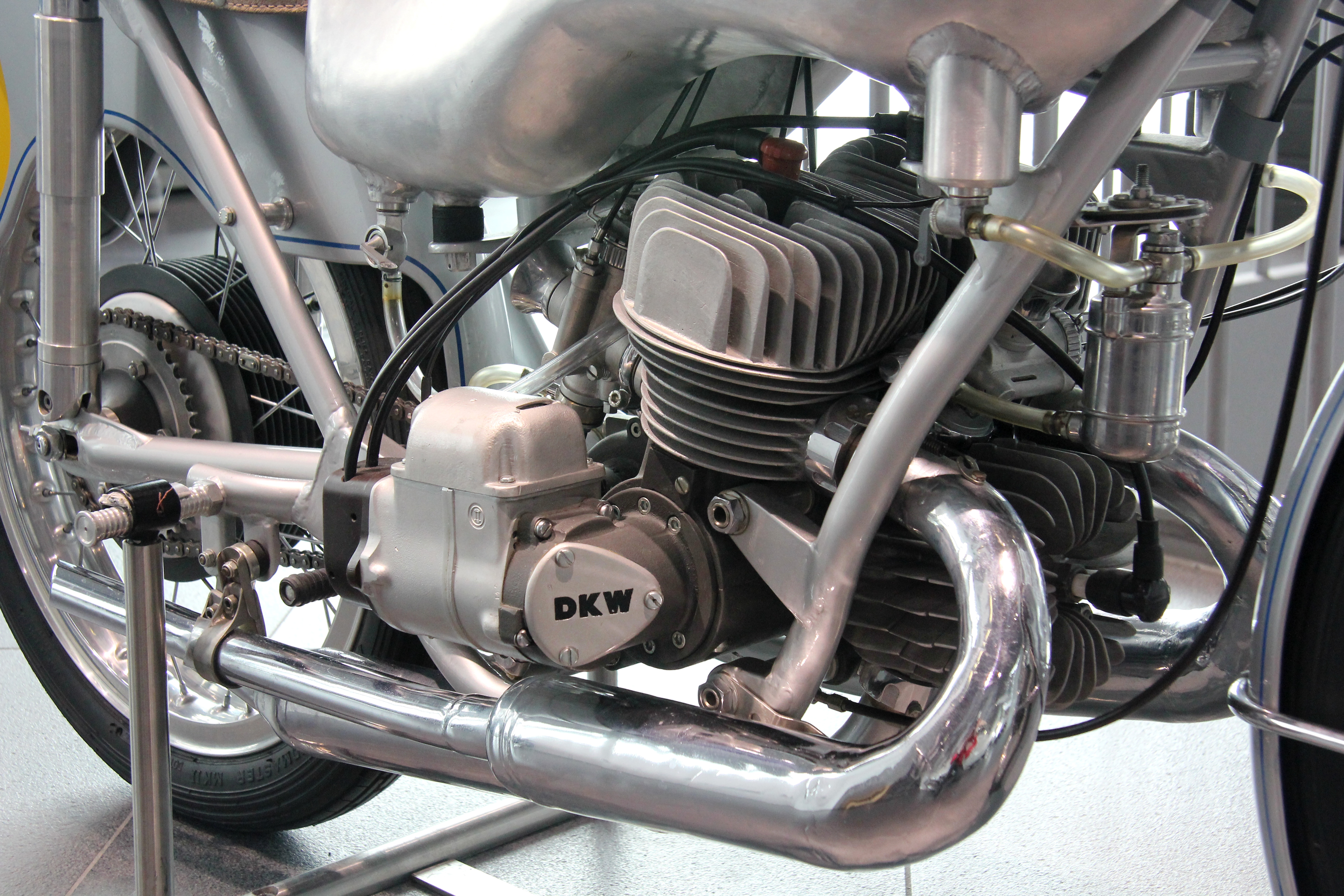
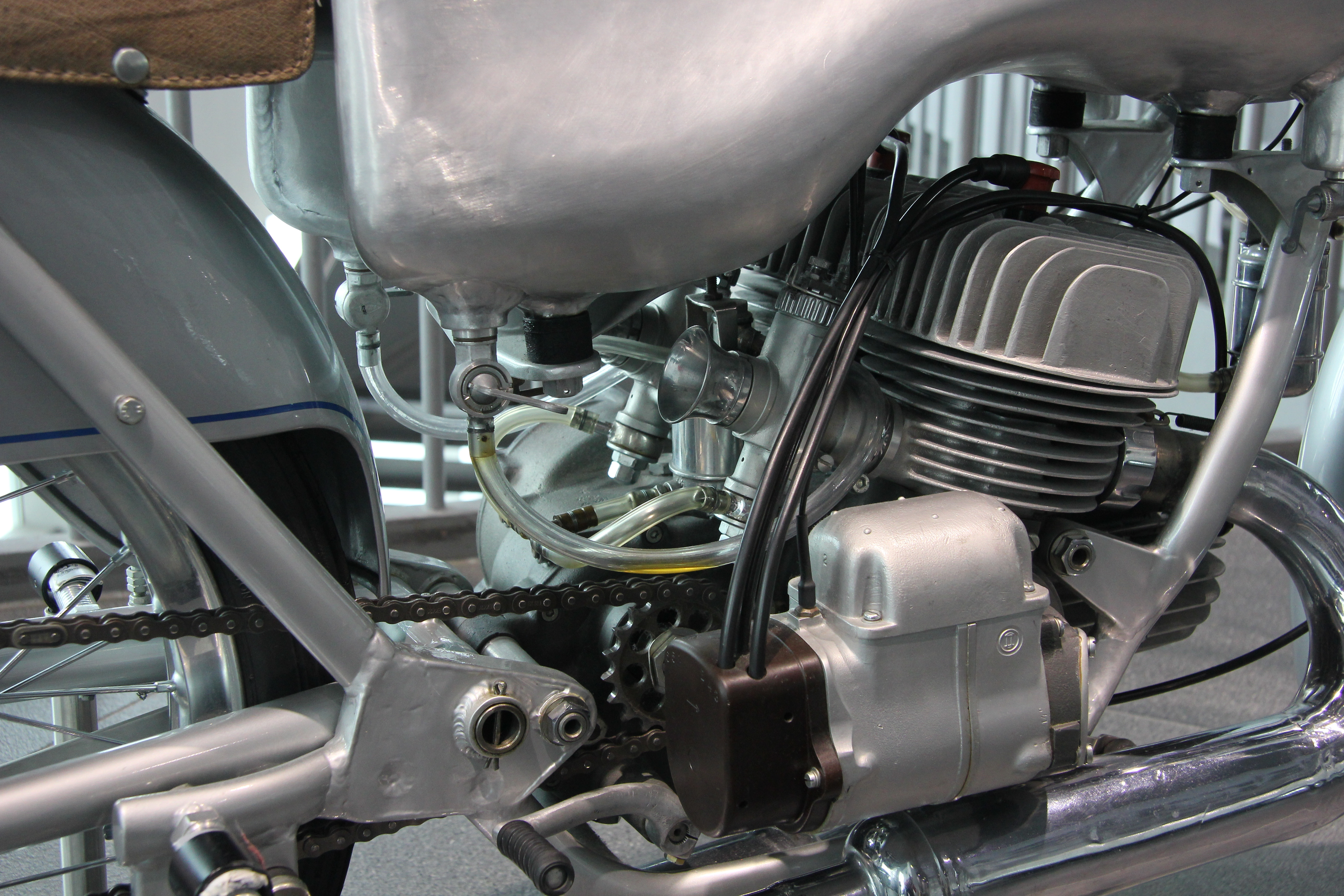

## Rahmen, Fahrwerk und Verkleidung
Wie die kleineren DKW-Rennmotorräder hatte die RM 350 in der ersten Ausführung einen Doppelrohrrahmen, eine Teleskopgabel vorn mit hydraulischen Stoßdämpfern zwischen den Gabelrohren und eine Hinterradschwinge mit hydraulisch gedämpften Federbeinen, 19-Zoll-Räder, Leichtmetallfelgen und über Seilzüge betätigte Vollnabenbremsen. Das Trockengewicht der Maschine lag bei 90 kg. 1954 erhielt die RM 350 einen Zentralrohrrahmen, die Teleskopgabel wurde durch eine Gabel mit geschobener Kurzarmschwinge ersetzt und die Lenkerpartie wurde verkleidet. 1955 gab es weitere Verbesserungen: Der Rahmen wurde verstärkt, Schwinggabel und Hinterradschwinge wurden geändert – vorn konnte wahlweise eine lange Schwinge eingesetzt werden – und die Bremsanlage wurde auf Hydraulik umgestellt. Die Fußbremse bzw. der Hauptbremszylinder wirkte auf beide Räder, während vorn zusätzlich mechanisch von Hand gebremst wurde. Die Vorderradbremse war jetzt als Doppelduplexbremse ausgeführt, mit vier Bremszylindern; Bremstrommeldurchmesser – nach den Quellen unterschiedlich – 200 mm oder 250 mm. Zur Kühlung der Bremse waren links und rechts an der Gabel große Belüftungstrichter angebracht. Neu war vor allem die Verkleidung mit „Vollsichtkanzel“, die vom Vorderrad bis zur Fahrzeugmitte und weit herunter reichte. Hinzu kam eine separate Heckverkleidung mit nur einem Sitz anstelle der ursprünglichen Doppelsitzbank. Zur Motorkühlung waren in die Frontverkleidung Luftschächte eingelassen. Die Fahrwerksänderungen und die Verkleidung machten das Motorrad erheblich schwerer, ermöglichten jedoch je nach Übersetzung und Form der Verkleidung Geschwindigkeiten bis zu 230 km/h.
Die Verkleidungsformen wurden an 1:5-Modellen im Windkanal der Technischen Hochschule München entwickelt, und zwar verschieden für Hochgeschwindigkeits- und für kurvenreiche Strecken. Hinter der Ersteren konnte sich der Fahrer ganz verbergen, wogegen die zweite mit größeren Ausschnitten Bewegungsfreiheit für Arme und Beine ließ. Die Verkleidungen wurden von Hand aus Aluminiumblech getrieben und wogen bis zu zwölf Kilogramm. Für Probefahrten nutzte die Auto Union mit Genehmigung des Bayerischen Staatsministeriums für Wirtschaft und Verkehr kurze Zeit die nicht abgesperrte Autobahn (heutige A9) zwischen Auwaldsee und Manching; vorgeschrieben war lediglich ein rotes Probefahrtkennzeichen an den Maschinen. In der Genehmigung vom 12. Juli 1954 hieß es unter anderem: „Auf Grund § 70 der Verordnung über die Zulassung von Personen und Fahrzeugen zum Straßenverkehr – Straßenverkehrs-Zulassungs-Ordnung – in der Fassung vom 24. August 1953 wird die Firma Auto Union in stets widerruflicher Weise für die DKW-Krafträder mit den Fahrgestell-Nummern 09081 bis 09090 von den Vorschriften des § 49 StVZO über Auspuffgeräusch und Fahrgeräusch befreit.“

## Rennerfolge
Die DKW RM 350 debütierte nach einem durch Kupplungsschaden misslungenen Startversuch in Hockenheim im Juni 1952 beim Eilenriederennen in Hannover, das Ewald Kluge und Siegfried Wünsche mit der neuen Maschine auf den Plätzen eins und zwei beendeten. Vorausgegangen war eine Entwicklungszeit von neun Monaten mit ersten Probeläufen des neuen Motors in einem 250er-Fahrgestell im Frühjahr 1952. 1955 wurde August Hobl auf DKW RM 350 Dritter der 350-cm³-Weltmeisterschaft und Deutscher Meister sowie 1956 Vizeweltmeister und nochmals Deutscher Meister der Klasse bis 350 cm³. 1953 gewann Siegfried Wünsche die 350er-Klasse des Eifelrennens auf dem Nürburgring, in dem sein zu Beginn führender Kollege Kluge durch einen Gabelbruch schwer stürzte und seine Karriere beendete. Trotz Regen fuhr Wünsche die sechs Runden auf der 22,81 km langen Nordschleife in 1:18:02,6 Stunden bzw. mit einer Durchschnittsgeschwindigkeit von 105,22 km/h. 1954 erzielten die DKW-Fahrer Karl Hofmann, August Hobl und Karl Bodmer einen Dreifachsieg auf dem Nürburgring und auch die Eifelrennen 1955 und 1956 gewannen DKW-Fahrer in der Klasse bis 350 cm³. Schnellster über sechs Runden war Hofmann in 1:07:40,6 Stunden.

## Nachwirkungen
Die DKW RM 350 inspirierte „den Honda-Ingenieur Shinichi Miyakoshi Anfang der 1980er Jahre zur Entwicklung der NS 500“.

## Technische Daten
| Kenngröße             | DKW RM 350 am Ende der Rennsaison 1956 |
| --------------------- | --- |
| Motor                 | V3-Zylinder-Zweitakt, Zylinderwinkel 75° |
| Hubraum               | 348 cm³ |
| Bohrung × Hub         | 53 mm × 52,8 mm |
| Verdichtung           | 10 : 1 – 14,1 : 1 |
| Leistung              | ca. 45 PS (33 kW) 13.000/min (am Hinterrad gemessen) |
| Vergaser              | 3 Dell’Orto S5/28 mm Ø mit Gazefilter, Luft vom Lenker aus mit drei Hebeln zu regulieren                                                                                       |
| Batterie              | 6 V 4,5 Ah |
| Getriebe              | 5-Gang-Klauengetriebe mit Fußschaltung, Primärantrieb über Zahnräder (Getrag-Zahnräder), Hinterradantrieb über Rollenkette                                                     |
| Rahmen                | Zentralrohrrahmen aus Stahlrohr Gabel mit geschobener Schwinge, Federn mit Stoßdämpfern im Gabelrohr, Federweg 50 mm Hinterradschwinge mit Girling-Federbeinen, Federweg 58 mm |
| Bremsen               | Vollnaben-Trommelbremsen, Ø 200 mm (vorn Doppelduplex), Bremsbackenbreite 25 mm, vorn und hinten hydraulisch mit Fußhebel betätigt, vorn zusätzlich mechanisch                 |
| Radstand              | 1350 mm |
| Tank                  | je nach Strecke 11–32 l |
| Verbrauch             | je nach Strecke und Wetter 8–11 l/100 km |
| Trockengewicht        | 147 kg |
| Höchstgeschwindigkeit | 225–230 km/h (auf der Autobahn gestoppt) |